# Le dîner de cons
Le dîner de cons (O Jantar de Palermas (título em Portugal) ou O Jantar dos Malas (título no Brasil)) é um filme francês de comédia de 1998, escrito e realizado por Francis Veber.  É uma adaptação da peça de teatro do próprio cineasta.
Em 2010 foi lançado um remake americano por Jay Roach.

## Sinopse
Todas as quartas-feiras Pierre Brochant, um célebre editor parisiense, organiza com os amigos um "Jantar de Palermas": cada organizador traz consigo um "palerma", que encontrou ao acaso, para falar sobre um assunto específico. Então, os organizadores divertem-se com os "palermas" durante toda a noite, sem que estes últimos se apercebem disso. Após a refeição, escolhem o vencedor.
Um organizador encontrou um "palerma" fantástico: François Gable, que tem uma paixão pela construção de maquetes em palitos de fósforo. Não obstante, nada acontecerá como planeado, a palermice de François Pignon tem consequências cada vez mais desastrosas, no decorrer da noite, para aqueles que esperavam rir.

## Elenco
- Jacques Villeret: François Pignon, empregado da Administração dos Impostos
- Thierry Lhermitte: Pierre Brochant, editor
- Francis Huster: Juste Leblanc, escritor
- Daniel Prévost: Lucien Cheval, o controlador fiscal
- Alexandra Vandernoot: Christine Brochant, a esposa do Pierre
- Catherine Frot: Marlène Sasseur, a amante do Pierre
- Edgar Givry: Jean Cordier
- Christian Pereira: O médico Sorbier
- Pétronille Moss: Sra. Louisette Blond, uma colega do François

## Premiações e nomeações

### Vencedor
- César de melhor argumento original ou adaptação para Francis Veber
- César de melhor ator para Jacques Villeret
- César de melhor ator secundário para Daniel Prévost
- Prémio Lumière de melhor argumento para Francis Veber
- Prémio Lumière de melhor ator para Jacques Villeret

### Nomeado
- César de melhor filme
- César de melhor realizador para Francis Veber
- César de melhor atriz secundária para Catherine Frot